# Tereza Rodshtein
Tereza Rodshtein ou Tereza Olšarová est une joueuse d'échecs tchèque née le 16 mai 1991.
Au 1er avril 2023, elle est la 5e joueuse tchèque avec un classement Elo de 2 200 points.

## Biographie et carrière
Tereza Olšarová est la sœur de Karolina Pilsova-Olšarová, également joueuse d'échecs. Elle remporta le championnat de la République tchèque en 2012 et 2015. En 2015, elle se marie avec le grand maître international israélien Maxim Rodshtein.
Grand maître international féminin depuis 2015, Tereza Rodshtein a représenté la République tchèque lors de quatre olympiades féminines de l'Olympiade d'échecs féminine de 2010 à 2016 : elle jouait au quatrième échiquier tchèque en 2012 et 2014 et comme remplaçante en 2010 et 2016, marquant 20 points en 33 parties. Elle participa au championnat d'Europe d'échecs des nations en 2011, 2013 (5,5 points marqués sur 8 au quatrième échiquier de l'équipe tchèque qui finit sixième), 2017 (4/7).
En août 2022, elle finit 22e ex æquo du championnat d'Europe d'échecs individuel féminin disputé à Prague en République tchèque.